# Maarten Klein
Maarten Klein (Den Haag, 1947) was tot 1 oktober 2012  hoogleraar bij de vakgroep Nederlandse taal- en letterkunde aan de Katholieke Universiteit van Lublin (Polen) en is kenner van het werk van Louis Couperus.

## Loopbaan
Klein studeerde van 1966 tot 1973 Nederlandse taal- en letterkunde in Utrecht  en was vervolgens werkzaam als hoofddocent taalkunde aan de Radboud Universiteit Nijmegen. In 1977 promoveerde hij op het proefschrift Appositionele constructies in het Nederlands. In de jaren daarna publiceerde hij vele artikelen op het gebied van de Nederlandse syntaxis. Naast deze taalkundige werkzaamheden hield hij zich bezig met de studie van het werk van Louis Couperus.  Klein  is lid van het Louis Couperus Genootschap (vanaf 1992) en redacteur (1995) van de Couperus Cahiers. Op 22 april 2007 ontving hij de Couperuspenning voor zijn werk inzake de studie van Couperus. Klein hield en houdt ook veel lezingen over Couperus, zoals in 1991, samen met Frédéric Bastet te Leeuwarden, over de betekenis van muziek en beeldende kunst in het werk van Couperus. Zijn belangrijkste onderzoeksthema’s betreffen de filosofie van Couperus en de cultuurhistorische achtergronden van diens werk. In dit kader schreef hij het boek Noodlot en wederkeer. De betekenis van de filosofie in het werk van Louis Couperus (2000), waarin hij veel aandacht besteedt aan de invloed van de Amerikaanse dichter-filosoof Ralph Waldo Emerson (1803-1882), het theosofische gedachtegoed en de filosofie van  Nietzsche op het werk van Couperus. 
Tijdens zijn afscheidssymposium aan de Radboud Universiteit te Nijmegen (2007)
sprak Klein over een taalkundig onderwerp: de accusativus cum infinitivo in het Nederlands. 
Maarten Klein werd op 27 april 2012 benoemd tot ridder in de Orde van Oranje-Nassau. Hij heeft 17 maal de Nijmeegse Vierdaagse uitgelopen en het Vierdaagsekruis verkregen.